# Ємельяненко Ярослав Вікторович
Ярослав Вікторович Ємельяненко (нар. 8 листопада 1982, Київ, Українська РСР) — український підприємець та волонтер, співзасновник Чорнобильського університету та керівник найбільшого національного туроператора до Зони відчуження, громадський діяч. Член Громадської ради при Державному агентстві України з управління зоною відчуження (з 2019 р.), Голова Асоціації чорнобильських туроператорів.

## Життєпис
Народився в м. Києві 8 листопада 1982 р. За фахом — менеджер зі зв'язків з громадськістю, закінчив Київський національний університет культури та мистецтв у 2004 р.
2001—2004 — працював в газеті «ФАКТИ»;
2004—2006 — тележурналіст студії спецпроєктів УНТК «Інтер»;
У 2006—2007 роках займався приватним підприємництвом;
З 2008 — співзасновник та керівник проєкту «ЧОРНОБИЛЬ ТУР»;
З 2016 — співзасновник групи по наданню Чорнобильській зоні відчуження статусу світової спадщини ЮНЕСКО;
З 2016 — громадський діяч, організатор та Голова ГО «Громада Андріївського узвозу»;
З 2017 — засновник та керівник мережі «Чорнобильський туристичний інформаційний центр»;
З 2017 — Голова ГО «Асоціація чорнобильських туроператорів»;
З 2019 — член Громадської ради при Державному агентстві з управління зоною відчуження;
З 2019 — співзасновник приватно-державної освітньої програми «Чорнобильський університет»;Це мультидисциплінарна платформа для розповсюдження знань, яка використовує переваги навчання безпосередньо на місці подій.
З 2020 — організатор та керівник волонтерського штабу та інформаційної служби з ліквідації наймасштабніших пожеж у Чорнобильській зоні відчуження.[джерело?]

## ЮНЕСКО і ЗГРЛС «Дуга»
У 2013 Ярослав Ємельяненко разом з однодумцями ініціював громадський рух по збереженню антен ЗГРЛС «Дуга-1», які на той момент вже почали розрізати з метою утилізації. Інформація була донесена до керівництва Зони відчуження, профільного міністерства та преси. Процес демонтажу вдалося зупинити, але деякі частини конструкції — зокрема вібратори на малій антені — постраждали. Акти вандалізму у ЧЗВ відбувалися неодноразово, у різних локаціях. Ємельяненко наполягав на створенні громадського контролю за станом конструкцій та відкритті нового туристичного маршруту відвідувань військового містечка Чорнобиль-2, що було реалізовано у вересні 2013 та зробило процес моніторингу автоматичним та щоденним. Нині локація є однією з найпопулярніших серед туристів.
У 2016 Ярослав Ємельяненко став одним із ініціаторів процесу надання Чорнобильській зоні відчуження статусу світової спадщини ЮНЕСКО. 26 квітня 2017 року разом з однодумцями організував перше засідання Українського національного комітету міжнародної ради з охорони пам'яток та історичних місць (ICOMOS), на якому ініціатива «ЧОРНОБИЛЬ ТУР» по включенню ЧЗВ в списки світової спадщини ЮНЕСКО була підтримана. Пізніше відбулося ще кілька семінарів та засідань. З 16 січня 2020 року — співзасновник та учасник міжвідомчої робочої групи, створеної на базі Міністерства культури та інформаційної політики України по наданню Чорнобильській зоні статусу світової спадщини ЮНЕСКО.
У 2021 році Міністр культури та інформаційної політики публічно заявив про наміри України внести ЧЗВ до переліку світової спадщини ЮНЕСКО. У квітні 2021 року Кабінет міністрів України вніс раніше засекречену загоризонтну радіолокаційну станцію Дуга в Чорнобилі до Державного реєстру нерухомих пам'яток. У подальшому планується внесення і інших об'єктів Чорнобильської зони до списку нерухомих пам'яток України. Ємельяненко неодноразово наголошував, що Чорнобильська зона відчуження — це музей під відкритим небом, що має охоронятися законом та мати відповідний статус.

## Соціальні ініціативи
Ємельяненко ініціював програму з безкоштовного відвідування Чорнобильської зони відчуження мешканцями Іванківського та Поліського районів Київської області з метою подолання негативних психологічних наслідків аварії на ЧАЕС серед мешканців прилеглих регіонів. Програма була підтримана Київською обласною державною адміністрацією та Державним агентством України з управління зоною відчуження. Станом на 2021 проєкт знаходиться на етапі реалізації.
Голова Асоціації чорнобильських туроператорів Ярослав Ємельяненко надавав благодійну фінансову допомогу Чорнобильському біосферному заповіднику для ліквідації наслідків пожеж. Також взяв участь у зборі коштів на реставрацію монументу «Тим, хто врятував світ» у м.Чорнобиль. У 2017 році заснував мережу «Чорнобильський туристичний інформаційний центр», яка нині складається з п'яти туристично-інформаційних центрів, що обслуговують працівників та відвідувачів ЧЗВ. Співробітники надають допомогу туристам, а також продають профільну літературу, дозиметричне обладнання, сувенірну продукцію, напої та їжу. Проєкт «Чорнобильський туристичний інформаційний центр» надає роботу десяткам людей з прилеглих сіл Іванківського району та налічує більше 500 артикулів сувенірної продукції, що принципово виготовляється виключно вітчизняними виробниками.
В 2017 році заснував першу профільну громадську спілку «Асоціація чорнобильських туроператорів», яка об'єднує як бізнес, так і приватних осіб, метою якої є збереження та розвиток Чорнобильської зони відчуження. Результатами діяльності Асоціації за минулі роки стало: припинення в 2019 році бойових військових навчань в м.Прип'ять, впровадження нових туристичних маршрутів, організація допомоги пожежникам та місцевим мешканцям в квітні 2020 року та ін.
У 2018 році Ємельяненко ініціював переговорний процес по включенню м.Славутич у програму відвідування Чорнобильської зони та вирішенню інфраструктурних питань (можливість користування туристами електропоїзда Славутич-Семиходи-Славутич, а також можливість транзитного проїзду туристів, у тому числі іноземних, за маршрутом Паришів-2 — Славутич).
В 2020 році Ємельяненко ініціював зниження планки вікового цензу для відвідування ЧЗВ до 12+ років. Розробив спеціальний маршрут, що проходить в обхід територій з високим рівнем іонізуючого випромінювання, але дозволяє подивитися найвідоміші історичні локації Чорнобильської зони. Маршрут передбачає вихід з автобусу тільки в санітарно чистих зонах ЧЗВ. При відпрацюванні цього маршруту було зафіксовано, що доза опромінення, яку отримують екскурсанти за таким маршрутом, буде нижчою за аналогічний за тривалістю автобусний тур містом Київ.
Станом на 2022 рік ініційовано комісію з розгляду необхідних для розвитку чорнобильського туризму законодавчих змін, яка розглядає і питання зміни вікового цензу.  
У 2020 під час масштабних пожеж у Чорнобильській зоні відчуження, Ярославом Ємельяненко було створено перший, неофіційний волонтерський штаб, до якого увійшли також гіди-екскурсоводи «ЧОРНОБИЛЬ ТУР». Вони допомагали пожежникам, лісовому господарству Чорнобильської зони, а також цивільному населенню Зони обов'язкового відселення. Пізніше чиновники вирішили організувати також і постійний офіційний штаб. Також було створено інформаційну службу, що надавала оперативну інформацію про перебіг боротьби з пожежами. Після завершення пожеж Ємельяненко наполягав на частковому відтворенні зруйнованих історичних локацій та створенні нових об'єктів показу, які б компенсували втрачені. Наприклад, за його словами, територія недобудованої третьої черги ЧАЕС (п'ятого та шостого енергоблоків) має стати туристичним трекінговим маршрутом, що буде демонструвати відвідувачам внутрішню конструкцію стандартного блоку Чорнобильської АЕС. І сама Чорнобильська атомна електростанція має переглянути процес виведення блоків з експлуатації, зупинивши їхню подальшу утилізацію та почати процес меморіалізації будівель та конструкцій ЧАЕС.